# Tannishō

Le Tannishō (歎異抄) est un court texte du bouddhisme japonais, datant du XIIIe siècle et attribué à Yuien (1222-1289), un disciple de Shinran, le fondateur de l'école Jôdo-Shinshû. Ce texte constitue un des classiques de cette école.

## Contenu

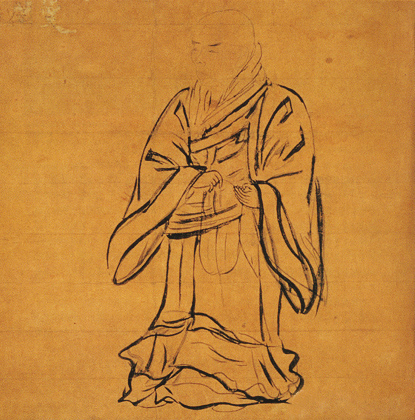
Portrait de Shinran, dit « Portrait miroir », réalisé de son vivant. Nishi Honganji, Kyoto. Trésor national.

L'ouvrage porte le sous-titre de Notes déplorant les divergences ou Liste des lamentations sur les divergences. Il a probablement été écrit vers 1280. Il s'agit donc d'une compilation réalisée par Yuien, dont le titre dit bien le but: réfuter les déviations de la vraie foi apparues parmi les adeptes du Jodo-Shinshu après la mort de Shinran. Ces divergences ont poussé Yuien mettre par écrit les dialogues qu'il avait eus avec Shinran et dont il pouvait se rappeler.
Les discussions du Tannishō sont rédigées dans un style simple et direct (ce qui n'empêche pas leur contenu d'être parfois déroutant), en comparaison des textes religieux plus formels, et cela peut expliquer en partie la popularité de ce texte parmi les bouddhistes de l'école Jodo-shin. Grâce au Tannishō, ils appréhendent mieux la pensée de Shinran sur des sujets délicats comme le bien et le mal, et sa conception de la pratique du Jōdo shinshū.

## Structure
Le Tannishō est divisé en 18 sections (ou chapitres), dont bon nombre sont très courtes, certaines ne faisant pas plus que quelques phrases. Toutefois, chaque section traite d'une question doctrinale distincte.
En outre, elles sont divisées en deux parties, chacune d'elles précédée d'un avant-propos et suivie d'un post-scriptum.
Les sections 1 à 10 se focalisent sur les doctrines de Shinran à l'égard du Jōdo shinshū, du nembutsu et du bouddha Amida, Il s'agit là de citations directes de Shinran, assorties d'un bref commentaires,. Les huit autres sections sont des réponses de Yuien à ce qu'il considère être des interprétations fautives des enseignements de Shinran,.

## Importance et postérité
Pour le japonologue Jérôme Ducor, les enseignements oraux occupent une place importante dans la connaissance de sa doctrine, et les dialogues du Tannishō nous livrent « un pan essentiel de sa pensée ».
Depuis sa parution, le Tannishō a exercé une profonde influence sur la vie et la pensée japonaises. Au cours de l'époque Muromachi (1333-1573), Rennyo Shōnin (1415-1499), huitième patriarche du Honganji, qui est considéré comme le rénovateur du courant Jodo-Shinshū, a ajouté ce post-scriptum suivant au Tannishō : « Cette écriture sacrée est l'un des textes les plus précieux de notre école. Ceux dont la foi n'est pas assez mure ne doivent pas être autorisés à le lire sans autre. »
Le japonologue Jérôme Ducor relève cependant que le contenu parfois déroutant de cet opuscule lui a valu d'être resté confiné à un cercle restreint, et ce jusqu'au début du XXe siècle
Le Tannishō a également donné une impulsion majeure à l'éclosion du mouvement Dobokai au sein de la branche Higashi Honganji du Jōdo shinshū.

### Traductions
- Shinran, Seikaku, Hônen, Genshin, Le Tannishô : le bouddhisme de la Terre pure selon Shinran et ses prédécesseurs. Cinq textes traduits du japonais par Jérôme Ducor, Paris, Cerf, coll. « Patrimoines - Orientalisme », 2011, 160 p. (ISBN 978-2-204-09378-1, présentation en ligne)
- (en) Yuenbô / Rennyo Shônin Ofumi (trad. Shojun Bandō & Harold Stewart / Ann T. Rogers, Ann T. & Minor L. Rogers), Tannishō : Passages Deploring Deviations of Faith / The Letters of Rennyo, Berkeley, Numata Center for Buddhist Translation and Research, 1996, xii - 184 (ISBN 1-886-43903-6, lire en ligne), p. 9-27 pour le Tannishō.